# Cataulacus erinaceus
Cataulacus erinaceus är en myrart som beskrevs av Hermann Stitz 1910. Cataulacus erinaceus ingår i släktet Cataulacus och familjen myror. Inga underarter finns listade.